# Función de Bessel

Las funciones de Bessel describen la parte radial de vibraciones de una membrana circular.

En matemáticas, las funciones de Bessel, primero definidas por el matemático Daniel Bernoulli y más tarde generalizadas por Friedrich Bessel, son soluciones canónicas y(x) de la ecuación diferencial de Bessel:

(1){\displaystyle x^{2}{\frac {d^{2}y}{dx^{2}}}+x{\frac {dy}{dx}}+(x^{2}-\alpha ^{2})y=0}

donde {\displaystyle \alpha } es un número natural, entero, racional, irracional, algebraico, trascendente, computable, real o complejo. El caso más común es cuando {\displaystyle \alpha } es un entero {\displaystyle n}, aunque la solución para {\displaystyle \alpha } no entero es similar. El número {\displaystyle \alpha } se denomina orden de las funciones de Bessel asociadas a dicha ecuación.
Dado que la ecuación anterior es una ecuación diferencial de segundo orden, tiene dos soluciones linealmente independientes.
Aunque {\displaystyle \alpha } y {\displaystyle -\alpha } dan como resultado la misma función, es conveniente definir diferentes funciones de Bessel para estos dos parámetros, pues las funciones de Bessel en función del parámetro {\displaystyle \alpha } son funciones suaves casi doquiera. Las funciones de Bessel se denominan también funciones cilíndricas, o armónicos cilíndricos porque son solución de la ecuación de Laplace en coordenadas cilíndricas.

## Aplicaciones
La Ecuación de Bessel aparece cuando se buscan soluciones a la ecuación de Laplace o a la ecuación de Helmholtz por el método de separación de variables en coordenadas cilíndricas o esféricas. Por ello, las funciones de Bessel son especialmente importantes en muchos problemas de propagación de ondas, potenciales estáticos y cualquier otro problema descrito por las ecuaciones de Helmholtz o Laplace en simetrías cilíndricas o esféricas. Cuando se resuelven sistemas en coordenadas cilíndricas, se obtienen funciones de Bessel de orden entero ({\displaystyle \alpha =n}) y en problemas resueltos en coordenadas esféricas, se obtienen funciones de Bessel de orden semientero ({\displaystyle \alpha =n+1/2}), por ejemplo:
- Ondas electromagnéticas en guías de onda cilíndricas
- Modos transversales electromagnéticos en guías ópticas
- Conducción del calor en objetos cilíndricos
- Modos de vibración de una membrana delgada circular (o con forma de anillo)
- Difusión en una red.

También se usan funciones de Bessel en otro tipo de problemas como en procesamiento de señales, generación del espectro de una señal en modulación de frecuencia y de fase en RF, propagación de ondas largas en ingeniería marítima y en problemas que tengan ecuaciones diferenciales en derivadas parciales.

## Funciones de Bessel ordinarias
Las funciones de Bessel ordinarias de orden {\displaystyle \alpha }, llamadas simplemente funciones de Bessel de orden {\displaystyle \alpha } son soluciones de la ecuación de Bessel (1). La solución de tal ecuación se expresa así:

{\displaystyle y=AJ_{\alpha }(x)+BY_{\alpha }(x)}

donde {\displaystyle A} y {\displaystyle B} son constantes que se determinan a partir de las condiciones iniciales. Por lo que se observa de la igualdad anterior, existen dos formas simples de expresar la solución general de la ecuación diferencial de Bessel con parámetro {\displaystyle \alpha }, que están asociadas a las funciones de Bessel ordinarias de primera y de segunda especie.

### Funciones de Bessel de primera especie:Jα{\displaystyle J_{\alpha }}
Las funciones de Bessel de primera especie y orden {\displaystyle \alpha } son las soluciones de la ecuación diferencial de Bessel que son finitas en el origen ({\displaystyle x=0}) para no enteros no negativos {\displaystyle \alpha } y divergen en el límite {\displaystyle x\rightarrow 0} para {\displaystyle \alpha } negativo no entero. El tipo de solución y la normalización de {\displaystyle J_{\alpha }(x)} están definidos por sus propiedades abajo indicadas. Es posible definir la función {\displaystyle J_{\alpha }(x)} por su expansión en serie de Taylor en torno a {\displaystyle x=0}, la cual puede hallarse aplicando el método de Frobenius a la ecuación de Bessel:

Funciones de Bessel de segunda especie, Y_{α}(x), para órdenes α=0,1,2

(2){\displaystyle J_{\alpha }(x)=\sum _{k=0}^{\infty }{\frac {(-1)^{k}}{k!\Gamma (k+\alpha +1)}}{\left({\frac {x}{2}}\right)}^{2k+\alpha }={\frac {x^{\alpha }}{2^{\alpha }\Gamma (\alpha +1)}}\left[1-{\frac {x^{2}}{2(2\alpha +2)}}+{\frac {x^{4}}{2\cdot 4(2\alpha +2)(2\alpha +4)}}-\ldots \right]}

{\displaystyle \Gamma (z)} es la función Gamma de Euler, una generalización del factorial para números complejos.

La ecuación (2) también se puede expresar en forma equivalente como:

(3){\displaystyle J_{\alpha }(x)=\sum _{k=0}^{\infty }{\frac {(-1)^{k}}{k!(k+\alpha )!}}{\left({\frac {x}{2}}\right)}^{2k+\alpha }}

siempre que el número {\displaystyle \alpha } sea entero.
En estas funciones se cumple que:
- Si {\displaystyle \alpha \notin \mathbb {Z} }, entonces {\displaystyle J_{\alpha }(x)} y {\displaystyle J_{-\alpha }(x)} son linealmente independientes, y por tanto una solución general de la ecuación de Bessel puede expresarse como una combinación lineal de ellas.
- Si {\displaystyle \alpha =n\in \mathbb {Z} }, entonces se cumple que:[4]

{\displaystyle J_{-n}(x)=(-1)^{n}J_{n}(x),\quad \forall n\in \mathbb {Z} }

por lo que las dos soluciones dejan de ser linealmente independientes. En este caso, la segunda solución linealmente independiente será una función de Bessel de segunda especie.
Las funciones de Bessel son funciones oscilatorias (como las funciones seno o coseno) que decaen proporcionalmente a {\displaystyle 1/{\sqrt {x}}}, como se muestra en el gráfico anexo en la forma asintótica de estas funciones, aunque los ceros de estas funciones no son, en general, periódicos, excepto de forma asintótica para grandes valores de {\displaystyle x}.

Funciones de Bessel de primera especie, J_{α}(x), para órdenes enteros α=0,1 y 2

Como casos particulares, se tienen las dos primeras funciones de Bessel enteras:

{\displaystyle J_{0}(x)=1-{\frac {x^{2}}{2^{2}}}+{\frac {x^{4}}{2^{2}4^{2}}}-{\frac {x^{6}}{2^{2}4^{2}6^{2}}}\ldots }
{\displaystyle J_{1}(x)={\frac {x}{2}}-{\frac {x^{3}}{2^{2}4}}+{\frac {x^{5}}{2^{2}4^{2}6}}-{\frac {x^{7}}{2^{2}4^{2}6^{2}8}}\ldots }

{\displaystyle J'_{0}(x)={\frac {dJ_{0}(x)}{dx}}=-J_{1}(x)}

#### Integrales de Bessel
Para valores enteros de {\displaystyle n}, se tiene la siguiente representación integral:
{\displaystyle J_{n}(x)={\frac {1}{\pi }}\int _{0}^{\pi }\cos(n\tau -x\sin \tau )\,\mathrm {d} \tau .}
Que también se puede escribir como:
{\displaystyle J_{n}(x)={\frac {1}{2\pi }}\int _{-\pi }^{\pi }e^{-\mathrm {i} \,(n\tau -x\sin \tau )}\,\mathrm {d} \tau .}
Esta es la forma usada por Bessel en su estudio de estas funciones, y a partir de esta definición dedujo varias propiedades de las mismas. Esta definición integral puede extenderse a órdenes no enteros añadiendo otro término integral:
{\displaystyle J_{\alpha }(x)={\frac {1}{\pi }}\int _{0}^{\pi }\cos(\alpha \tau -x\sin \tau )\,d\tau -{\frac {\sin(\alpha \pi )}{\pi }}\int _{0}^{\infty }e^{-x\sinh(t)-\alpha t}\,dt.}
También se tiene, para {\displaystyle \alpha >-{\frac {1}{2}}}
{\displaystyle J_{\alpha }(x)={\frac {1}{\Gamma (\alpha +{\frac {1}{2}}){\sqrt {\pi }}2^{\alpha -1}}}\int _{0}^{x}(x^{2}-\tau ^{2})^{\alpha -{\frac {1}{2}}}\cos \tau \,d\tau .}

#### Relación con las series hipergeométricas
Las funciones de Bessel son un caso especial de función hipergeométrica
{\displaystyle J_{\alpha }(x)={\frac {(x/2)^{\alpha }}{\Gamma (\alpha +1)}}\;_{0}F_{1}(\alpha +1;-x^{2}/4).}
Esta fórmula está relacionada con la expansión de las funciones de Bessel en función de la función de Bessel–Clifford.

#### Relación con los polinomios de Laguerre
Las funciones de Bessel pueden expandirse en serie de polinomios de Laguerre {\displaystyle L_{k}} para cualquier parámetro {\displaystyle t} arbitrario como
{\displaystyle {\frac {J_{\alpha }(x)}{\left({\frac {x}{2}}\right)^{\alpha }}}={\frac {e^{-t}}{\Gamma (\alpha +1)}}\sum _{k=0}{\frac {L_{k}^{(\alpha )}\left({\frac {x^{2}}{4t}}\right)}{k+\alpha  \choose k}}{\frac {t^{k}}{k!}}.}

### Funciones de Bessel de segunda especie:Yα{\displaystyle Y_{\alpha }}
Las funciones de Bessel de segunda especie, denotadas por {\displaystyle Y_{\alpha }(x)}, son soluciones de la ecuación diferencial de Bessel, Estas funciones divergen en el origen, es decir {\displaystyle x=0}.
A estas funciones {\displaystyle Y_{\alpha }(x)} también se les llama a veces funciones de Neumann o de Weber, y a veces se denotan por {\displaystyle N_{\alpha }(x)}. Para números {\displaystyle \alpha }no enteros, se definen a partir de las funciones de primera especie {\displaystyle J_{\alpha }(x)} mediante la siguiente fórmula:

{\displaystyle Y_{\alpha }(x)={\frac {J_{\alpha }(x)\cos(\alpha \pi )-J_{-\alpha }(x)}{\sin(\alpha \pi )}},\quad \forall \alpha \notin \mathbb {Z} }

En el caso en el que tengamos un orden entero n, la función es definida como el siguiente límite:

{\displaystyle Y_{n}(x)=\lim _{\alpha \to n}Y_{\alpha }(x),\quad \forall n\in \mathbb {Z} }

que proporciona el siguiente resultado en forma integral:

{\displaystyle Y_{n}(x)={\frac {1}{\pi }}\int _{0}^{\pi }\sin(x\sin \theta -n\theta )d\theta -{\frac {1}{\pi }}\int _{0}^{\infty }\left[e^{nt}+(-1)^{n}e^{-nt}\right]e^{-x\sinh t}dt}

Para el caso en el que tengamos un {\displaystyle \alpha } no entero, la definición de {\displaystyle Y_{\alpha }(x)} es redundante (como queda claro por su definición de arriba). Por otro lado, cuando {\displaystyle \alpha } es entero, {\displaystyle Y_{\alpha }(x)} es la segunda solución linealmente independiente de la ecuación de Bessel, además, de forma similar a lo que ocurría con las funciones de primera especie, se cumple que:

{\displaystyle Y_{-n}(x)=(-1)^{n}Y_{n}(x)\forall n\in \mathbb {Z} }

Ambas {\displaystyle J_{\alpha }(x)} y {\displaystyle Y_{\alpha }(x)} son funciones holomorfas de {\displaystyle x} en el plano complejo cortado por el eje real negativo. Cuando {\displaystyle \alpha }es un entero, no hay puntos de ramificación, y las funciones de Bessel son funciones enteras de x. Si fijamos x, entonces las funciones de Bessel son funciones enteras respecto a la variable {\displaystyle \alpha }.

## Funciones de Hankel:Hα(1),Hα(2)
Otra formulación importante de las dos soluciones linealmente independientes de la ecuación de Bessel son las funciones de Hankel  {\displaystyle H_{\alpha }^{(1)}(x)} y {\displaystyle H_{\alpha }^{(2)}(x)} así definidas:

{\displaystyle {\begin{matrix}H_{\alpha }^{(1)}(x)=J_{\alpha }(x)+iY_{\alpha }(x)\\H_{\alpha }^{(2)}(x)=J_{\alpha }(x)-iY_{\alpha }(x)\end{matrix}}}

donde {\displaystyle i} es la unidad imaginaria. Estas combinaciones lineales son también conocidas como las funciones de Bessel de tercera especie. Las funciones de Hankel de primera y segunda especie son usadas para representar las soluciones de ondas entrantes y salientes de una ecuación de ondas en simetrías cilíndricas respectivamente (o viceversa dependiendo de la convección de signo de la frecuencia). Estas funciones son así nombradas en honor de Hermann Hankel.
Usando la definición dada arriba, estas funciones se pueden escribir en función de las funciones de Bessel de primer orden {\displaystyle J_{\alpha }(x)} así:

{\displaystyle {\begin{matrix}H_{\alpha }^{(1)}(x)={\cfrac {J_{-\alpha }(x)-e^{-\alpha \pi i}J_{\alpha }(x)}{i\sin(\alpha \pi )}}\\H_{\alpha }^{(2)}(x)={\cfrac {J_{-\alpha }(x)-e^{\alpha \pi i}J_{\alpha }(x)}{-i\sin(\alpha \pi )}}\end{matrix}}}

Si α es un entero, se tiene que calcular de las expresiones de arriba así:

{\displaystyle {\begin{matrix}H_{n}^{(1)}(x)=\lim _{\alpha \to n}H_{\alpha }^{(1)}(x)\forall n\in \mathbb {Z} ,\\H_{n}^{(2)}(x)=\lim _{\alpha \to n}H_{\alpha }^{(2)}(x)\forall n\in \mathbb {Z} ,\end{matrix}}}

La siguiente relación es válida para todo valor de α, sea entero o no:

{\displaystyle {\begin{matrix}H_{-\alpha }^{(1)}(x)=e^{\alpha \pi i}H_{\alpha }^{(1)}(x)\\H_{-\alpha }^{(2)}(x)=e^{-\alpha \pi i}H_{\alpha }^{(2)}(x)\end{matrix}}}

Existe una representación integral de las funciones de Hankel (útil para el cálculo de propagadores de la ecuación de Klein-Gordon):
{\displaystyle H_{\alpha }^{(1)}(x)={\frac {e^{-{\frac {1}{2}}\alpha \pi i}}{\pi i}}\int _{-\infty }^{+\infty }e^{ix\cosh t-\alpha t}\,dt.}
{\displaystyle H_{\alpha }^{(2)}(x)=-{\frac {e^{-{\frac {1}{2}}\alpha \pi i}}{\pi i}}\int _{-\infty }^{+\infty }e^{-ix\cosh t-\alpha t}\,dt.}

### Solución general de la ecuación de Bessel
La solución general de la ecuación diferencial de Bessel con parámetro {\displaystyle \alpha } viene dada en términos de las funciones de Bessel ordinarias o de las funciones de Hankel. Dicha solución general puede expresarse como:

(2){\displaystyle {\begin{cases}y(x)=AJ_{\alpha }(x)+BJ_{-\alpha }(x)&\forall \alpha \notin \mathbb {Z} \\y(x)=AJ_{\alpha }(x)+BY_{\alpha }(x)&\forall \alpha \in \mathbb {Z} \\y(x)=AJ_{\alpha }(x)+BJ_{\alpha }(x)\int {\cfrac {dx}{xJ_{\alpha }^{2}(x)}}&\forall \alpha \in \mathbb {R} \\y(x)=AH_{\alpha }^{(1)}(x)+BH_{\alpha }^{(2)}(x)&\forall \alpha \in \mathbb {R} \end{cases}}}

Donde A y B son dos constantes arbitrarias.

## Funciones de Bessel modificadas:Iα,Kα
Las funciones de Bessel ordinarias son válidas para valores complejos del argumento x, y un caso especialmente importante es aquel con argumento imaginario puro. En este caso, la ecuación de Bessel se transforma en la ecuación de Bessel modificada

(3){\displaystyle x^{2}{\frac {d^{2}y}{dx^{2}}}+x{\frac {dy}{dx}}-(x^{2}+\alpha ^{2})y=0,}

y sus dos soluciones linealmente independientes son las funciones de Bessel modificadas de primer y segundo tipo: Iα(x) y Kα(x) respectivamente.

### Funciones de Bessel modificadas de primera especie:Iα{\displaystyle I_{\alpha }}
Las funciones de Bessel modificadas de primera especie y orden {\displaystyle \alpha } vienen dadas por:

{\displaystyle I_{\alpha }(x)=\sum _{k=0}^{\infty }{\frac {1}{k!\Gamma (k+\alpha +1)}}\left({\frac {x}{2}}\right)^{2k+\alpha }={\frac {x^{\alpha }}{2^{\alpha }\Gamma (\alpha +1)}}\left[1+{\frac {x^{2}}{2(2\alpha +2)}}+{\frac {x^{4}}{2\cdot 4(2\alpha +2)(2\alpha +4)}}+\ldots \right]}

Están relacionadas con las funciones de Bessel ordinarias mediante la siguiente igualdad:

{\displaystyle I_{\alpha }(x)=i^{-\alpha }J_{\alpha }(ix)=e^{-\alpha \pi i/2}J_{\alpha }(ix)\;}.

- Si {\displaystyle \alpha \notin \mathbb {Z} } entonces {\displaystyle I_{\alpha }(x)} y {\displaystyle I_{-\alpha }(x)} son linealmente independientes, y por tanto dan una solución general de la ecuación de Bessel.
- Si {\displaystyle \alpha \notin \mathbb {Z} } entonces {\displaystyle J_{-\alpha }(x)} no está definida en x = 0.

Casos particulares:

{\displaystyle I_{0}(x)=1+{\frac {x^{2}}{2^{2}}}+{\frac {x^{4}}{2^{2}4^{2}}}+{\frac {x^{6}}{2^{2}4^{2}6^{2}}}\ldots }
{\displaystyle I_{1}(x)={\frac {x}{2}}+{\frac {x^{3}}{2^{2}4}}+{\frac {x^{5}}{2^{2}4^{2}6}}+{\frac {x^{7}}{2^{2}4^{2}6^{2}8}}\ldots }

{\displaystyle I'_{0}(x)={\frac {dI_{0}(x)}{dx}}=I_{1}(x)}

### Funciones de Bessel modificadas de segunda especie:Kα{\displaystyle K_{\alpha }}
Las funciones de Bessel modificadas de segunda especie y orden {\displaystyle \alpha } se definen a partir de las funciones modificadas de primera especie para órdenes no enteros mediante la siguiente fórmula:

{\displaystyle K_{\alpha }(x)={\frac {\pi }{2}}{\frac {I_{-\alpha }(x)-I_{\alpha }(x)}{\sin(\alpha \pi )}}\forall \alpha \notin \mathbb {Z} }

Para los casos en los que {\displaystyle \alpha } sea entero ({\displaystyle \alpha =n\in \mathbb {Z} }), tenemos que tomar el límite del orden no entero al entero así:

{\displaystyle K_{n}(x)=\lim _{p\rightarrow n}K_{p}(x)=\lim _{p\rightarrow n}{\frac {\pi }{2}}{\frac {I_{-p}(x)-I_{p}(x)}{\sin(p\pi )}}\forall n\in \mathbb {Z} }

Además se puede escribir esta función a partir de la función de Hankel de primera especie así:

{\displaystyle K_{\alpha }(x)={\frac {\pi }{2}}i^{\alpha +1}H_{\alpha }^{(1)}(ix)=-{\frac {\pi }{2}}i^{\alpha +1}e^{-i\pi \alpha }H_{\alpha }^{(2)}(-ix).}

Existen varias representaciones integrales de estas funciones. La siguiente de Kα (x) es útil para el cálculo del propagador de Feynman en Teoría Cuántica de Campos:
{\displaystyle K_{\alpha }(x)={\frac {1}{2}}e^{-{\frac {1}{2}}\alpha \pi i}\int _{-\infty }^{+\infty }e^{-ix\sinh t-\alpha t}dt}
Las funciones de Bessel modificadas de segunda especie han sido también llamadas:
- Funciones de Bassel
- Funciones de Bessel modificadas de tercera especie
- Funciones de MacDonald
- Funciones de Hankel modificadas[11]

Al contrario que las funciones de Bessel ordinarias, Jα y Yα, las cuales son funciones oscilatorias para argumentos reales, las funciones de Bessel modificadas, Iα y Kα, son exponencialmente creciente y decreciente respectivamente. Como la función de Bessel ordinaria Jα, la función Iα va a cero en x = 0 para α > 0 y es finita en x = 0 para α = 0. Análogamente, Kα diverge en x = 0.
|  |  |

### Solución general de la ecuación de Bessel modificada
La solución general de la ecuación diferencial de Bessel modificada con parámetro {\displaystyle \alpha } viene dada por:

(4){\displaystyle {\begin{cases}y(x)=AI_{\alpha }(x)+BI_{-\alpha }(x)&\alpha \notin \mathbb {Z} \\y(x)=AI_{\alpha }(x)+BK_{\alpha }(x)&\forall \alpha \in \mathbb {R} \\y(x)=AI_{\alpha }(x)+BI_{\alpha }(x)\int {\cfrac {dx}{xI_{\alpha }^{2}(x)}}&\forall \alpha \in \mathbb {R} \end{cases}}}

Donde A y B son dos constantes arbitrarias.

### Funciones esféricas de Bessel:jn,yn{\displaystyle j_{n},y_{n}}

Funciones esféricas de Bessel de primer orden, j_{n}(x), para n=0,1,2

Funciones esféricas de Bessel de segundo orden, y_{n}(x), para n=0,1,2

Cuando se soluciona la ecuación de Helmholtz en coordenadas esféricas por separación de variables, la ecuación radial tiene la forma:
{\displaystyle x^{2}{\frac {d^{2}y}{dx^{2}}}+2x{\frac {dy}{dx}}+[x^{2}-n(n+1)]y=0.}
Donde n es un entero positivo. Las dos soluciones linealmente independientes de esta ecuación se denominan funciones esféricas de Bessel {\displaystyle j_{n}(x)} y {\displaystyle y_{n}(x)}, y están relacionadas con las funciones de Bessel ordinarias {\displaystyle J_{n}(x)} y {\displaystyle Y_{n}(x)} por:
{\displaystyle j_{n}(x)={\sqrt {\frac {\pi }{2x}}}J_{n+1/2}(x),}
{\displaystyle y_{n}(x)={\sqrt {\frac {\pi }{2x}}}Y_{n+1/2}(x)=(-1)^{n+1}{\sqrt {\frac {\pi }{2x}}}J_{-n-1/2}(x).}
{\displaystyle y_{n}} se escribe también como {\displaystyle n_{n}} o {\displaystyle \eta _{n}}. A esta función a veces se le llama función esférica de Neumann.
Las funciones esféricas de Bessel se pueden obtener a partir de las siguientes fórmulas:
{\displaystyle j_{n}(x)=(-x)^{n}\left({\frac {1}{x}}{\frac {d}{dx}}\right)^{n}\,{\frac {\sin x}{x}},}
{\displaystyle y_{n}(x)=-(-x)^{n}\left({\frac {1}{x}}{\frac {d}{dx}}\right)^{n}\,{\frac {\cos x}{x}}.}
La función de Bessel esférica {\displaystyle j_{0}(x)} es la Función sinc desnormalizada.
Para n = 0,1 y 2 tenemos:
{\displaystyle j_{0}(x)={\frac {\sin x}{x}}}
{\displaystyle j_{1}(x)={\frac {\sin x}{x^{2}}}-{\frac {\cos x}{x}}}
{\displaystyle j_{2}(x)=\left({\frac {3}{x^{2}}}-1\right){\frac {\sin x}{x}}-{\frac {3\cos x}{x^{2}}}}
{\displaystyle j_{3}(x)=\left({\frac {15}{x^{3}}}-{\frac {6}{x}}\right){\frac {\sin x}{x}}-\left({\frac {15}{x^{2}}}-1\right){\frac {\cos x}{x}},}
{\displaystyle y_{0}(x)=-j_{-1}(x)=-\,{\frac {\cos x}{x}}}
{\displaystyle y_{1}(x)=j_{-2}(x)=-\,{\frac {\cos x}{x^{2}}}-{\frac {\sin x}{x}}}
{\displaystyle y_{2}(x)=-j_{-3}(x)=\left(-\,{\frac {3}{x^{2}}}+1\right){\frac {\cos x}{x}}-{\frac {3\sin x}{x^{2}}};}
La fórmula general es:
{\displaystyle J_{n+{\frac {1}{2}}}(x)={\sqrt {\frac {2}{\pi x}}}\sum _{i=0}^{\frac {n+1}{2}}(-1)^{n-i}\left[\sin(x)\left({\frac {2}{x}}\right)^{n-2i}{\frac {(n-i)!}{i!}}{-{\frac {1}{2}}-i \choose n-2i}-\cos(x)\left({\frac {2}{x}}\right)^{n+1-2i}{\frac {(n-i)!}{i!}}i{-{\frac {1}{2}}-i \choose n-2i+1}\right].}

### Funciones de Hankel esféricas:hn
Las funciones esféricas de Hankel se definen de forma análoga a las no esféricas:
{\displaystyle h_{n}^{(1)}(x)=j_{n}(x)+iy_{n}(x)}
{\displaystyle h_{n}^{(2)}(x)=j_{n}(x)-iy_{n}(x).}
De hecho, esto nos dice que existen expresiones cerradas de las funciones de Bessel de orden semientero en término de funciones trigonométricas y, por tanto, también de las funciones esféricas de Bessel. De esto se deduce que, para n entero no negativo se tiene:
{\displaystyle h_{n}^{(1)}(x)=(-i)^{n+1}{\frac {e^{ix}}{x}}\sum _{m=0}^{n}{\frac {i^{m}}{m!(2x)^{m}}}{\frac {(n+m)!}{(n-m)!}}}
y {\displaystyle h_{n}^{(2)}} es la función compleja conjugada de esta (para {\displaystyle x} real). De esta fórmula se pueden deducir las formas cerradas de las funciones esféricas de Bessel ordinarias, por ejemplo, {\displaystyle j_{0}(x)=\sin(x)/x} y {\displaystyle y_{0}(x)=-\cos(x)/x}, y así para cualquier argumento n.

### Funciones esféricas de Bessel modificadas:in,kn{\displaystyle i_{n},k_{n}}
También existen análogos esféricos de las funciones de Bessel modificadas:
{\displaystyle i_{n}(x)={\sqrt {\frac {\pi }{2x}}}I_{n+1/2}(x)=i^{-n}j_{n}(ix)\;}.
{\displaystyle k_{n}(x)={\sqrt {\frac {\pi }{2x}}}K_{n+1/2}(x)={\frac {\pi }{2}}i^{n}h_{n}^{(1)}(ix)\!}
{\displaystyle k_{n}(x)} se pueden escribir de forma cerrada, usando la fórmula de {\displaystyle h_{n}^{(1)}(x)} dada arriba como:
{\displaystyle k_{n}(x)={\frac {\pi }{2}}{\frac {e^{-x}}{x}}\sum _{m=0}^{n}{\frac {(n+m)!}{m!(n-m)!}}{\frac {1}{(2x)^{m}}}}.

#### Función generatriz
Se pueden obtener las funciones de Bessel esféricas a partir de las siguientes funciones generatrices:
{\displaystyle {\frac {1}{z}}\cos {\sqrt {z^{2}-2zt}}=\sum _{n=0}^{\infty }{\frac {t^{n}}{n!}}j_{n-1}(z),}
{\displaystyle {\frac {1}{z}}\sin {\sqrt {z^{2}+2zt}}=\sum _{n=0}^{\infty }{\frac {(-t)^{n}}{n!}}y_{n-1}(z).}

#### Relaciones diferenciales
La siguiente relación diferencial se cumple para {\displaystyle f_{n}(z)=\{j_{n}(z),y_{n}(z),h_{n}^{(1)}(z),h_{n}^{(2)}(z)\}\,\forall n\in \mathbb {Z} }
{\displaystyle \left({\frac {1}{z}}{\frac {d}{dz}}\right)^{m}\left(z^{n+1}f_{n}(z)\right)=z^{(n-m)+1}f_{(n-m)}(z).}

### Funciones de Riccati-Bessel:Sn,Cn,ξn,ζn{\displaystyle S_{n},C_{n},\xi _{n},\zeta _{n}}
Las funciones de Riccati-Bessel están relacionadas con las funciones de Bessel esféricas como sigue:
{\displaystyle S_{n}(x)=xj_{n}(x)={\sqrt {\frac {\pi x}{2}}}J_{n+1/2}(x),}
{\displaystyle C_{n}(x)=-xy_{n}(x)=-{\sqrt {\frac {\pi x}{2}}}Y_{n+1/2}(x),}
{\displaystyle \xi _{n}(x)=xh_{n}^{(1)}(x)={\sqrt {\frac {\pi x}{2}}}H_{n+1/2}^{(2)}(x),}
{\displaystyle \zeta _{n}(x)=xh_{n}^{(2)}(x)={\sqrt {\frac {\pi x}{2}}}H_{n+1/2}^{(2)}(x)},
las cuales son solución de la ecuación diferencial
{\displaystyle x^{2}{\frac {d^{2}y}{dx^{2}}}+[x^{2}-n(n+1)]y=0}.
Un ejemplo donde se emplean las funciones de Riccati-Bessel es en la teoría de Mie, la cual da solución al problema de esparcimiento y absorción de ondas electromagnéticas, cuando éstas interactúan con una partícula esférica de material y tamaño arbitrario inmersa en un medio no absorbente. La solución de Mie lleva el nombre de Gustav Mie, quien la publicó en 1908, sin ser el primero en hacerlo pero a quien se le atribuye por presentar su solución en una forma que permite realizar los cálculos necesario de forma iterativa.
La nomenclatura empleada para las funciones de Riccati-Bessel no es única y algunos autores emplean los símbolos {\displaystyle \psi _{n},\chi _{n}} en lugar de {\displaystyle S_{n},C_{n}}, respectivamente. En (Kerker, 1969) se encuentran algunos ejemplos de los distintos símbolos para denotar a las funciones de Riccati-Bessel en el contexto de la teoría de Mie.

## Expansiones asintóticas
Las funciones de Bessel tienen las siguientes expansiones asintóticas para α no negativos. Para pequeño argumento {\displaystyle 0<x\ll {\sqrt {\alpha +1}}}, se tiene:
{\displaystyle J_{\alpha }(x)\approx {\frac {1}{\Gamma (\alpha +1)}}\left({\frac {x}{2}}\right)^{\alpha }}
{\displaystyle Y_{\alpha }(x)\approx \left\{{\begin{matrix}{\frac {2}{\pi }}\left[\ln(x/2)+\gamma \right]&{\mbox{si }}\alpha =0\\\\-{\frac {\Gamma (\alpha )}{\pi }}\left({\frac {2}{x}}\right)^{\alpha }&{\mbox{si }}\alpha >0\end{matrix}}\right.}
donde γ es la constante de Euler-Mascheroni y {\displaystyle \Gamma (x)} es la función Gamma de Euler. Como aproximación asintótica al infinito, (cuando tenemos un argumento tal que verifica {\displaystyle x\gg |\alpha ^{2}-1/4|}), se obtienen las siguientes aproximaciones:
{\displaystyle J_{\alpha }(x)\approx {\sqrt {\frac {2}{\pi x}}}\cos \left(x-{\frac {\alpha \pi }{2}}-{\frac {\pi }{4}}\right)}
{\displaystyle Y_{\alpha }(x)\approx {\sqrt {\frac {2}{\pi x}}}\sin \left(x-{\frac {\alpha \pi }{2}}-{\frac {\pi }{4}}\right).}
Para α=1/2 estas fórmulas son exactas. Las expansiones asintóticas del resto de funciones de Bessel se obtienen a partir de las mostradas arriba y de sus relaciones con las funciones de Bessel de primera especie. Así, las aproximaciones asintóticas al infinito de las funciones de Bessel modificadas (es decir, para argumentos x que verifiquen {\displaystyle x\gg |\alpha ^{2}-1/4|}) se tiene:
{\displaystyle I_{\alpha }(x)\approx {\frac {e^{x}}{\sqrt {2\pi x}}}\left(1+{\frac {(1-2\alpha )(1+2\alpha )}{8x}}+\cdots \right),}
{\displaystyle K_{\alpha }(x)\approx {\sqrt {\frac {\pi }{2x}}}e^{-x}.}
Mientras que el límite de muy bajo argumento, {\displaystyle 0<x\ll {\sqrt {\alpha +1}}}, se obtiene:
{\displaystyle I_{\alpha }(x)\approx {\frac {1}{\Gamma (\alpha +1)}}\left({\frac {x}{2}}\right)^{\alpha }}
{\displaystyle K_{\alpha }(x)\approx \left\{{\begin{matrix}-\ln(x/2)-\gamma &{\mbox{si }}\alpha =0\\\\{\frac {\Gamma (\alpha )}{2}}\left({\frac {2}{x}}\right)^{\alpha }&{\mbox{si }}\alpha >0\end{matrix}}\right.}

## Propiedades
Para enteros de orden α = n, {\displaystyle J_{n}(x)} se puede definir a partir de la serie de Laurent de la siguiente función generatriz:
{\displaystyle e^{(x/2)(t-1/t)}=\sum _{n=-\infty }^{\infty }J_{n}(x)t^{n},}
aproximación tomada por P. A. Hansen en 1843. Esta expresión puede generalizarse a órdenes no enteros usando integración de contorno u otros métodos. Otra expresión importante para órdenes enteros es la identidad de Jacobi-Anger:
{\displaystyle e^{iz\cos \phi }=\sum _{n=-\infty }^{\infty }i^{n}J_{n}(z)e^{in\phi },}
identidad que es usada para expandir ondas planas en una serie infinita de ondas cilíndricas o para encontrar la serie de Fourier de un tono de una señal de FM.
Más generalmente, una función ƒ se puede expandir en una serie de la forma
{\displaystyle f(z)=a_{0}^{\nu }J_{\nu }(z)+2\cdot \sum _{k=1}a_{k}^{\nu }J_{\nu +k}(z),}
que se denomina expansión de Neumann de ƒ. Los coeficientes de esta serie en el caso {\displaystyle \nu =0} tienen la siguiente forma explícita
{\displaystyle a_{k}^{0}={\frac {1}{2\pi i}}\int _{|z|=c}f(z)O_{k}(z)\,\mathrm {d} z,}
donde {\displaystyle O_{k}} son los polinomios de Neumann.
Existen funciones que admiten la siguiente representación especial
{\displaystyle f(z)=\sum _{k=0}a_{k}^{\nu }J_{\nu +2k}(z)}
con
{\displaystyle a_{k}^{\nu }=2(\nu +2k)\int _{0}^{\infty }f(z){\frac {J_{\nu +2k}(z)}{z}}\mathrm {d} z}
debido a la relación de ortogonalidad
{\displaystyle \int _{0}^{\infty }J_{\alpha }(z)J_{\beta }(z){\frac {\mathrm {d} z}{z}}={\frac {2}{\pi }}{\frac {\sin \left({\frac {\pi }{2}}(\alpha -\beta )\right)}{\alpha ^{2}-\beta ^{2}}}.}
Más generalmente, si f tiene un punto de ramificación donde
{\displaystyle f(z)=\sum _{k=0}a_{k}J_{\nu +k}(z),}
entonces
{\displaystyle {\mathcal {L}}\left\{\sum _{k=0}a_{k}J_{\nu +k}\right\}(s)={\frac {1}{\sqrt {1+s^{2}}}}\sum _{k=0}{\frac {a_{k}}{(s+{\sqrt {1+s^{2}}})^{\nu +k}}}}
o
{\displaystyle \sum _{k=0}a_{k}\xi ^{\nu +k}={\frac {1+\xi ^{2}}{2\xi }}{\mathcal {L}}\{f\}\left({\frac {1-\xi ^{2}}{2\xi }}\right),}
donde {\displaystyle {\mathcal {L}}\{f\}} es la transformada de Laplace de ƒ.
Otra manera de definir las funciones de Bessel son la representación de Poisson y la fórmula de Mehler-Sonine:
{\displaystyle {\begin{aligned}J_{\nu }(z)&={\frac {({\frac {z}{2}})^{\nu }}{\Gamma (\nu +{\frac {1}{2}}){\sqrt {\pi }}}}\int _{-1}^{1}e^{izs}(1-s^{2})^{\nu -{\frac {1}{2}}}ds,\\&={\frac {2}{{\left({\frac {z}{2}}\right)}^{\nu }\cdot {\sqrt {\pi }}\cdot \Gamma \left({\frac {1}{2}}-\nu \right)}}\int _{1}^{\infty }{\frac {\sin(zu)}{(u^{2}-1)^{\nu +{\frac {1}{2}}}}}du,\end{aligned}}}
donde ν > −1/2 y z es un número complejo. Esta fórmula es especialmente útil cuando se trabaja con transformadas de Fourier.
Las funciones {\displaystyle J_{\alpha }(x)}, {\displaystyle Y_{\alpha }(x)}, {\displaystyle H_{\alpha }^{(1)}(x)} y {\displaystyle H_{\alpha }^{(2)}(x)} cumplen las siguientes relaciones de recurrencia:
{\displaystyle {\frac {2\alpha }{x}}Z_{\alpha }(x)=Z_{\alpha -1}(x)+Z_{\alpha +1}(x)}
{\displaystyle 2{\frac {dZ_{\alpha }}{dx}}=Z_{\alpha -1}(x)-Z_{\alpha +1}(x)}
Donde Z denota J, Y, H(1), o H(2).
Estas dos identidades se suelen combinar para obtener otras relaciones distintas. Por ejemplo, se pueden calcular funciones de Bessel de mayores órdenes (o mayores derivadas) a partir de funciones de Bessel de menor orden o de derivadas de menor orden. En particular, se cumple:
{\displaystyle \left({\frac {d}{xdx}}\right)^{m}\left[x^{\alpha }Z_{\alpha }(x)\right]=x^{\alpha -m}Z_{\alpha -m}(x)}
{\displaystyle \left({\frac {d}{xdx}}\right)^{m}\left[{\frac {Z_{\alpha }(x)}{x^{\alpha }}}\right]=(-1)^{m}{\frac {Z_{\alpha +m}(x)}{x^{\alpha +m}}}}
Las funciones modificadas de Bessel cumplen relaciones similares:
{\displaystyle e^{(x/2)(t+1/t)}=\sum _{n=-\infty }^{\infty }I_{n}(x)t^{n},}
{\displaystyle e^{z\cos \theta }=I_{0}(z)+2\sum _{n=1}^{\infty }I_{n}(z)\cos(n\theta ),}
Las relaciones de recurrencia serán en este caso:
{\displaystyle C_{\alpha -1}(x)-C_{\alpha +1}(x)={\frac {2\alpha }{x}}C_{\alpha }(x)}
{\displaystyle C_{\alpha -1}(x)+C_{\alpha +1}(x)=2{\frac {dC_{\alpha }}{dx}}}
donde {\displaystyle C_{\alpha }} denotará a {\displaystyle I_{\alpha }} o a {\displaystyle e^{\alpha \pi i}K_{\alpha }}. Estas relaciones son útiles para problemas de difusión discreta.
La división de la ecuación de Bessel por x es una ecuación hermítica o auto-adjunta, por lo que sus soluciones deben cumplir determinadas relaciones de ortogonalidad para unas condiciones de contorno adecuadas. En particular, se cumple:
{\displaystyle \int _{0}^{1}xJ_{\alpha }(xu_{\alpha ,m})J_{\alpha }(xu_{\alpha ,n})dx={\frac {\delta _{m,n}}{2}}[J_{\alpha +1}(u_{\alpha ,m})]^{2}={\frac {\delta _{m,n}}{2}}[J_{\alpha }'(u_{\alpha ,m})]^{2},}
donde {\displaystyle \alpha >-1}, {\displaystyle \delta _{n,m}} es la delta de Kronecker, y {\displaystyle u_{\alpha ,m}} es el m-ésimo cero de {\displaystyle J_{\alpha }(x)}. Esta relación de ortogonalidad puede ser usada para extraer coeficientes de las series de Fourier-Bessel, donde una función se expande en una base de funciones de Bessel {\displaystyle J_{\alpha }(xu_{\alpha ,m})} para α fijo y m variable. (Obtener una relación análoga para funciones de Bessel esféricas es trivial.)
Se puede obtener de forma inmediata una relación análoga para funciones de Bessel esféricas:
{\displaystyle \int _{0}^{1}x^{2}j_{\alpha }(xu_{\alpha ,m})j_{\alpha }(xu_{\alpha ,n})dx={\frac {\delta _{m,n}}{2}}[j_{\alpha +1}(u_{\alpha ,m})]^{2}}
Otra relación de ortogonalidad es la ecuación de cierre:
{\displaystyle \int _{0}^{\infty }xJ_{\alpha }(ux)J_{\alpha }(vx)dx={\frac {1}{u}}\delta (u-v)}
para {\displaystyle \alpha >-1/2} y siendo {\displaystyle \delta (x)} la función delta de Dirac. Esta propiedad se usa para construir expansiones de funciones arbitrarias como series de funciones de Bessel mediante la transformada de Hankel.
Para funciones de Bessel esféricas, la relación de cierre es:
{\displaystyle \int _{0}^{\infty }x^{2}j_{\alpha }(ux)j_{\alpha }(vx)dx={\frac {\pi }{2u^{2}}}\delta (u-v)}
para {\displaystyle \alpha >-1}. Otra propiedad importante de la ecuación de Bessel, que se deriva de la identidad de Abel, es el Wronskiano de las soluciones:
{\displaystyle A_{\alpha }(x){\frac {dB_{\alpha }}{dx}}-{\frac {dA_{\alpha }}{dx}}B_{\alpha }(x)={\frac {C_{\alpha }}{x}},}
donde {\displaystyle A_{\alpha }} y {\displaystyle B_{\alpha }} son dos soluciones cualesquiera independientes de la ecuación de Bessel y {\displaystyle C_{\alpha }} es una constante independiente de x (que depende de α y de las funciones de Bessel consideradas). Por ejemplo, se cumple:
{\displaystyle J_{\alpha }(x){\frac {dY_{\alpha }}{dx}}-{\frac {dJ_{\alpha }}{dx}}Y_{\alpha }(x)={\frac {2}{\pi x}},}
{\displaystyle I_{\alpha }(x){\frac {dK_{\alpha }}{dx}}-{\frac {dI_{\alpha }}{dx}}K_{\alpha }(x)={\frac {-1}{x}},}
Existe un gran número de integrales e identidades que involucran a funciones de Bessel que no están aquí reproducidas, pero que se pueden encontrar en las referencias.

## Teorema del producto
Las funciones de Bessel verifican un teorema del producto
{\displaystyle \lambda ^{-\nu }J_{\nu }(\lambda z)=\sum _{n=0}^{\infty }{\frac {1}{n!}}\left({\frac {(1-\lambda ^{2})z}{2}}\right)^{n}J_{\nu +n}(z)}
donde {\displaystyle \lambda } y {\displaystyle \nu } son números complejos cualesquiera. Una fórmula similar se cumple para {\displaystyle Y_{\nu }(z)} y el resto de funciones de Bessel

## Hipótesis de Bourget
Bessel demostró que, para n no negativos, la ecuación
{\displaystyle J_{n}(x)=0}
tiene un número infinito de soluciones en x. Cuando las funciones {\displaystyle J_{n}(x)} se representan en la misma gráfica, ninguno de los diferentes ceros de cada función {\displaystyle J_{n}(x)} parece coincidir, excepto el cero situado en {\displaystyle x=0}. Este fenómeno se conoce como hipótesis de Bourget, en honor al matemático francés del siglo XIX que estudió las funciones de Bessel.
La hipótesis dice que, para cualesquier enteros {\displaystyle n\geq 0} y {\displaystyle m>0}, las funciones {\displaystyle J_{n}(x)} y {\displaystyle J_{n+m}(x)} no tienen ceros comunes, a excepción del cero en el origen {\displaystyle x=0}. Esta hipótesis fue demostrada por Siegel en 1929.

## Derivadas deJα, Yα, Iα, Hα, Kα
Las siguientes fórmulas pueden encontrarse en.

### Derivada bajando el índicepap−1
Para {\displaystyle y_{p}(\alpha x)=\{J_{p}(\alpha x),Y_{p}(\alpha x),I_{p}(\alpha x),H_{p}^{(1)}(\alpha x),H_{p}^{(2)}(\alpha x)\}}
{\displaystyle {\frac {d}{dx}}y_{p}(\alpha x)=\alpha [y_{p-1}(\alpha x)-{\frac {p}{\alpha x}}y_{p}(\alpha x)}]
Mientras que para {\displaystyle y_{p}(\alpha x)=K_{p}(\alpha x)}, se tiene
{\displaystyle {\frac {d}{dx}}y_{p}(\alpha x)=-\alpha y_{p-1}(\alpha x)-{\frac {p}{x}}y_{p}(\alpha x)}

### Derivada subiendo el índicepap+ 1
Para {\displaystyle y_{p}(\alpha x)=\{J_{p}(\alpha x),Y_{p}(\alpha x),K_{p}(\alpha x),H_{p}^{(1)}(\alpha x),H_{p}^{(2)}(\alpha x)\}}
{\displaystyle {\frac {d}{dx}}y_{p}(\alpha x)=\alpha [-y_{p+1}(\alpha x)+{\frac {p}{\alpha x}}y_{p}(\alpha x)}]
Mientras que para {\displaystyle y_{p}(\alpha x)=I_{p}(\alpha x)}, se tiene
{\displaystyle {\frac {d}{dx}}y_{p}(\alpha x)=\alpha y_{p+1}(\alpha x)+{\frac {p}{x}}y_{p}(\alpha x)}

### Otras relaciones importantes
Para {\displaystyle y_{p}(\alpha x)=\{J_{p}(\alpha x),Y_{p}(\alpha x),H_{p}^{(1)}(\alpha x),H_{p}^{(2)}(\alpha x)\}}, se cumplen las siguientes relaciones:
{\displaystyle {\frac {d}{dx}}y_{p}(\alpha x)={\frac {\alpha }{2}}[y_{p-1}(\alpha x)-y_{p+1}(\alpha x)]}
{\displaystyle y_{p-1}(\alpha x)+y_{p+1}(\alpha x)={\frac {2p}{\alpha x}}y_{p}(\alpha x)}

## Identidades
- {\displaystyle I_{-{\frac {1}{2}}}\left({\frac {z}{2}}\right)+I_{\frac {1}{2}}\left({\frac {z}{2}}\right)={\frac {2e^{\frac {z}{2}}}{\sqrt {\pi z}}};}
- {\displaystyle I_{\nu }(z)=\sum _{k=0}{\frac {z^{k}}{k!}}J_{\nu +k}(z);}
- {\displaystyle J_{\nu }(z)=\sum _{k=0}(-1)^{k}{\frac {z^{k}}{k!}}I_{\nu +k}(z);}
- {\displaystyle I_{\nu }(\lambda z)=\lambda ^{\nu }\sum _{k=0}{\frac {\left((\lambda ^{2}-1){\frac {z}{2}}\right)^{k}}{k!}}I_{\nu +k}(z);}
- {\displaystyle I_{\nu }(z_{1}+z_{2})=\sum _{k=-\infty }^{\infty }I_{\nu -k}(z_{1})I_{k}(z_{2});}
- {\displaystyle J_{\nu }(z)={\frac {z}{2\nu }}(J_{\nu -1}(z)+J_{\nu +1}(z)),\quad I_{\nu }(z)={\frac {z}{2\nu }}(I_{\nu -1}(z)-I_{\nu +1}(z));}
- {\displaystyle J_{\nu }'(z)={\frac {1}{2}}(J_{\nu -1}(z)-J_{\nu +1}(z)),\quad I_{\nu }'(z)={\frac {1}{2}}(I_{\nu -1}(z)+I_{\nu +1}(z));}
- {\displaystyle \left({\frac {x}{2}}\right)^{\nu }=\sum _{k=0}(-1)^{k}{\frac {\Gamma (k+\nu )}{k!}}(2k+\nu )I_{2k+\nu }(x).}